# Гарфанкел, Арт
Артур Айра Гарфанкел (англ. Arthur Ira Garfunkel; 5 ноября 1941, Форест-Хилс, Нью-Йорк, США) — американский певец, актёр, путешественник и писатель, с 1957 по 1970 годы выступавший в дуэте с Полом Саймоном под названием Simon and Garfunkel. 
После распада дуэта Гарфанкел отошёл от музыки, сыграв в фильмах «Уловка-22» и «Познание плоти». В 1973 году выпустил первый сольный альбом, состоявший по большей части из кавер-версий знаменитых шлягеров. Впоследствии работал с такими песенниками, как Джимми Уэбб и Рэнди Ньюман. Дважды возглавлял британские поп-чарты — в 1975 («I Only Have Eyes for You») и 1979 годах («Bright Eyes»). В последнее время песни для себя пишет самостоятельно. Гарфанкел стал шестикратным обладателем премии Грэмми.

## Юность
Гарфанкел родился в Форест-Хилс, Куинс, Нью-Йорк, в семье Роуз (урожденной Перлман) и Джейкоба Гарфанкела, коммивояжера. Арт — средний ребёнок в семье, у него есть двое братьев, старшего зовут Жулс, а младшего — Джером. Родители Джейкоба - румынские евреи, эмигрировали в Соединенные Штаты на рубеже веков и обосновались на Манхэттене. До своей карьеры в сфере продаж Джейкоб работал актёром в Дейтоне, штат Огайо., его дедушка и бабушка по отцовской линии иммигрировали из города Яссы. В молодости он часто пел в синагоге. Его двоюродным братом по материнской линии был Лу Перлман, основатель таких популярных групп, как Backstreet Boys и ’N Sync.
Любовь к пению у Гарфанкела зародилась ещё в первом классе. Позже отец купил ему проволочный магнитофон, и с тех пор Гарфанкел пел песни, записывал их и проигрывал на магнитофоне, чтобы выявлять недостатки и исправлять их.
На своей бар-мицве в 1954 году Гарфанкел выступал в качестве хаззана, исполняя более четырёх часов своего репертуара для своей семьи. В молодости Гарфанкел болел легочной инфекцией, вследствие чего он полюбил баскетбол. Он рассказал об этом в интервью 1998 года: «Летом 1955-го у меня была легочная инфекция. Я не мог бегать, но любил играть в баскетбол, и рядом как раз находилось кольцо. Большую часть лета я провел методично отбивая 96, 98 фол-бросков из 100. Потом уже 102! Я никогда не играл в команде после окончания средней школы. Разве что 3 против 3 во дворе.» Он познакомился с Полом Саймоном в шестом классе, когда они оба играли в выпускной пьесе «Алиса в Стране Чудес». Гарфанкел позже рассказывал, что Саймон заинтересовался пением после того, как услышал, как Гарфанкел поет песню Нэта Кинга Коула «Too Young» в школьном шоу талантов.
Между 1956 и 1962 годами они выступали на школьных танцах как группа «Tom & Jerry» — название, придуманное их лейблом Big Records. Их кумирами был американский дуэт «The Everly Brothers», которым они подражали в использовании двойной вокальной гармонии. В 1957 году Саймон и Гарфанкел записали песню «Hey, Schoolgirl». Сингл достиг сорок девятого места в поп-чартах.
После окончания средней школы Форест-Хилс вместе с Саймоном Гарфанкел сначала специализировался на архитектуре в Колумбийском университете. Гарфанкел был членом команды по теннису, лыжам, фехтованию и боулингу в колледже, а также присоединился к мужской группе а капелла в кампусе. Во время учёбы в Колумбийском университете у его соседа по комнате, Сэнфорда Гринберга развилась глаукома, и он ослеп. Гарфанкел помогал ему в домашнем задании, он читал учебники Гринбергу, в результате тот окончил школу с отличием. Позже Гринберг отблагодарил Гарфанкела, вручив ему 500 долларов на запись демо-версии песни «The Sound Of Silence». В 1965 году Гарфанкел получил степень бакалавра по истории искусств, а в 1967 году — степень магистра по математике в педагогическом колледже Колумбийского университета. Он также окончил курсовую работу для получения докторской степени по последней дисциплине в педагогическом колледже во время пика популярности группы Simon & Garfunkel.

## Карьера

### Simon and Garfunkel

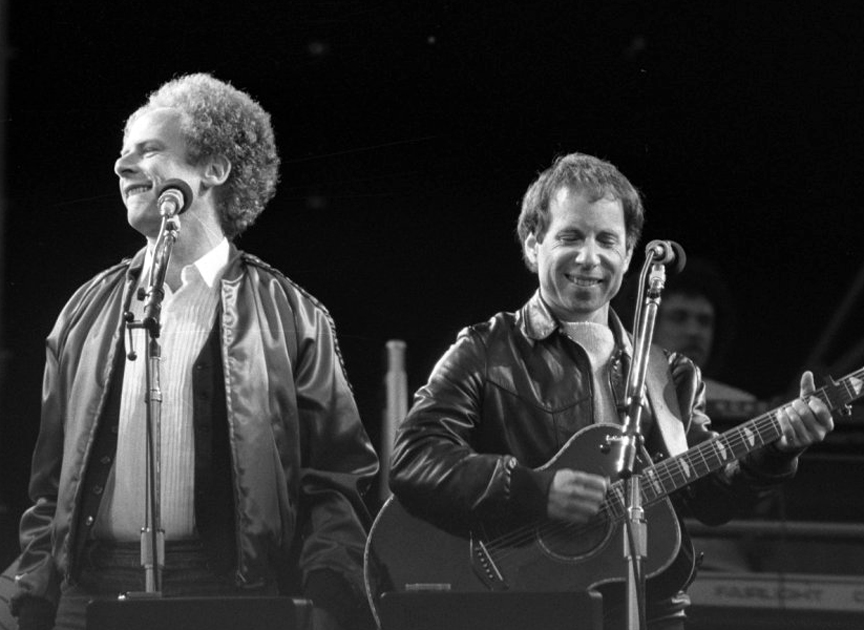
Гарфанкел и Саймон в Нидерландах, 1982 год.

В 1963 году Гарфанкел и Саймон сформировали собственный дуэт под названием «Simon and Garfunkel». В октябре 1964 года они выпустили свой первый альбом, Wednesday Morning, 3 A.M.. Он не стал коммерчески успешным и дуэт распался. В следующем году продюсер Том Уилсон снял песню «The Sound Of Silence» с пластинки и выпустил её как сингл, который занял первое место в поп-чартах Billboard.
В 1965 году Саймон отправился в Великобританию, чтобы продолжить сольную карьеру. Он успел поработать с автором песен, Брюсом Вудли из группы The Seekers. После того как песня «The Sound Of Silence» стала пользоваться коммерческим успехом, он вернулся в США, чтобы воссоединиться с Гарфанкелом. Дуэт записал ещё четыре альбома: Sounds of Silence, Parsley, Sage, Rosemary and Thyme, Bookends и чрезвычайно успешный Bridge over Troubled Water.
Они внесли свой вклад в саундтрек к фильму Майка Николса «Выпускник» 1967 года (в главных ролях Дастин Хоффман и Энн Бэнкрофт). При написании песни Mrs. Robinson Саймон первоначально хотел назвать её «Mrs. Roosevelt», на что Николс ответил: "Не будь смешным! Мы снимаем кино! И это миссис Робинсон! Осенью 1968 года Саймон и Гарфанкел вместе отправились в Англию. Они выступили с концертом в Крафт-Холле, который транслировался по каналу Би-би-си и включал сольное выступление Гарфанкела «For Emily, Whenever I May Find Her». Ему аплодировали стоя.
Хотя Гарфанкел не был автором песен, он написал стихотворение «Canticle» для дебютного альбома. Он также работал аранжировщиком, решая, кем будут исполняться песни и как будет создаваться каждая из них.
В 1970 году дуэт Гарфанкела и Саймона распался после выхода самого известного альбома «Bridge over Trouble Water», ссылаясь на личные разногласия и расхождения в карьерных интересах. После 1970 года каждый из них занимался сольными проектами. Время от времени они воссоединялись, как в 1975 году для записи сингла «My Little Town». Эта песня была включена в их сольные альбомы: Still Crazy After All These Years и Breakaway. Вопреки распространенному мнению, эта песня является автобиографической не о ранней жизни Саймона, а о детстве Гарфанкела в Квинсе. В 1981 году они снова собрались вместе для знаменитого концерта в Центральном парке Нью-Йорка, за которым последовало мировое турне и альбом «Think Too Much», который в итоге был выпущен Саймоном без Гарфанкела под названием Hearts and Bones. Они были включены в Зал славы рок-н-ролла в 1990 году.
В 2003 году дуэт воссоединился и получил премию Grammy Lifetime Achievement Award, что привело к турне по США. За ним последовал ещё один в 2004 году, кульминацией которого стал бесплатный концерт в Колизее в Риме. Концерт собрал 600 000 человек.
Во время трехлетнего перерыва после распада дуэта Гарфанкел снялся в двух фильмах Майка Николса, Уловка-22 и Познание плоти. Конец 1971-начало 1972 года он провел, работая учителем математики, преподающим геометрию второкурсникам средней школы в Академии Личфилда в Коннектикуте.[11][33]
В конце 1972 года, когда Simon & Garfunkel выпустили свой альбом Greatest Hits и ненадолго воссоединились во время благотворительного концерта для кандидата в президенты Джорджа Макговерна, Гарфанкел почувствовал себя готовым вернуться к своей музыкальной карьере. Его первый альбом 1973 года, «Angel Clare», включает в себя песни, «All I Know» и «I Shall Sing» и «Travelling Boy». Альбом получил смешанные отзывы критиков и достиг 5-го места в США. В 1974 году Гарфанкел выпустил пластинку «Second Avenue».
В 1976 году Гарфанкел записал как фоновый, так и дуэтный вокал для нескольких исполнителей, включая альбом Стивена Бишопа «Careless», альбом Джеймса Тейлора «In The Pocket» и альбом Джей Ди Саутера «Black Rose». С декабря 1976 по сентябрь 1977 года Гарфанкел работал над своим следующим альбомом.
В 1977 году вышел следующий альбом Гарфанкела, «Watermark» (достиг 19 места в США и 26 места в Великобритании). Он не произвел должного впечатления на публику.
В 1979 году вышел альбом «Fate for Breakfast» (достиг 67 места в США и 2 места в Великобритании). Это стало первым провалом для Гарфанкела.
В июне 1979 года Лори Берд — девушка Гарфанкела с 1974 года, покончила с собой в их манхэттенской квартире. Гарфанкел позже признался, что этот инцидент погрузил его в глубокую депрессию на протяжении всего периода 1980-х годов, отсюда и отсутствие новых песен в то время.
Гарфанкел исполнил песню для телевизионного сериала 1991 года «Бруклинский мост» и песню «The Ballad of Buster Baxter» для телесериала «Артур», где он был изображен в виде поющего лося.
В 2003 году Гарфанкел дебютировал в качестве автора песен на своем альбоме «Everything Waits to Be Noticed». Объединившись с вокалистами Майей Шарп и Бадди Мондлоком, альбом содержал несколько песен, которые первоначально были стихами, написанными Гарфанкелом.
В 2003 году Саймон и Гарфанкел вновь воссоединились, чтобы выступить на мировом турне, которое продолжалось до 2004 года. В том же году его песня «Sometimes when I’m dreaming» из альбома Art Garfunkel (1984) (написанная Майком Баттом) была перезаписана экс-певицей ABBA Агнетой Фельтског на её альбоме My Colouring Book.
В 2006 году Гарфанкел подписал контракт с Rhino Records, и его первый альбом Rhino/Atco Some Enchanted Evening был выпущен в Соединенных Штатах 30 января 2007 года. Альбом был посвящен поп-стандартам детства Гарфанкеля.

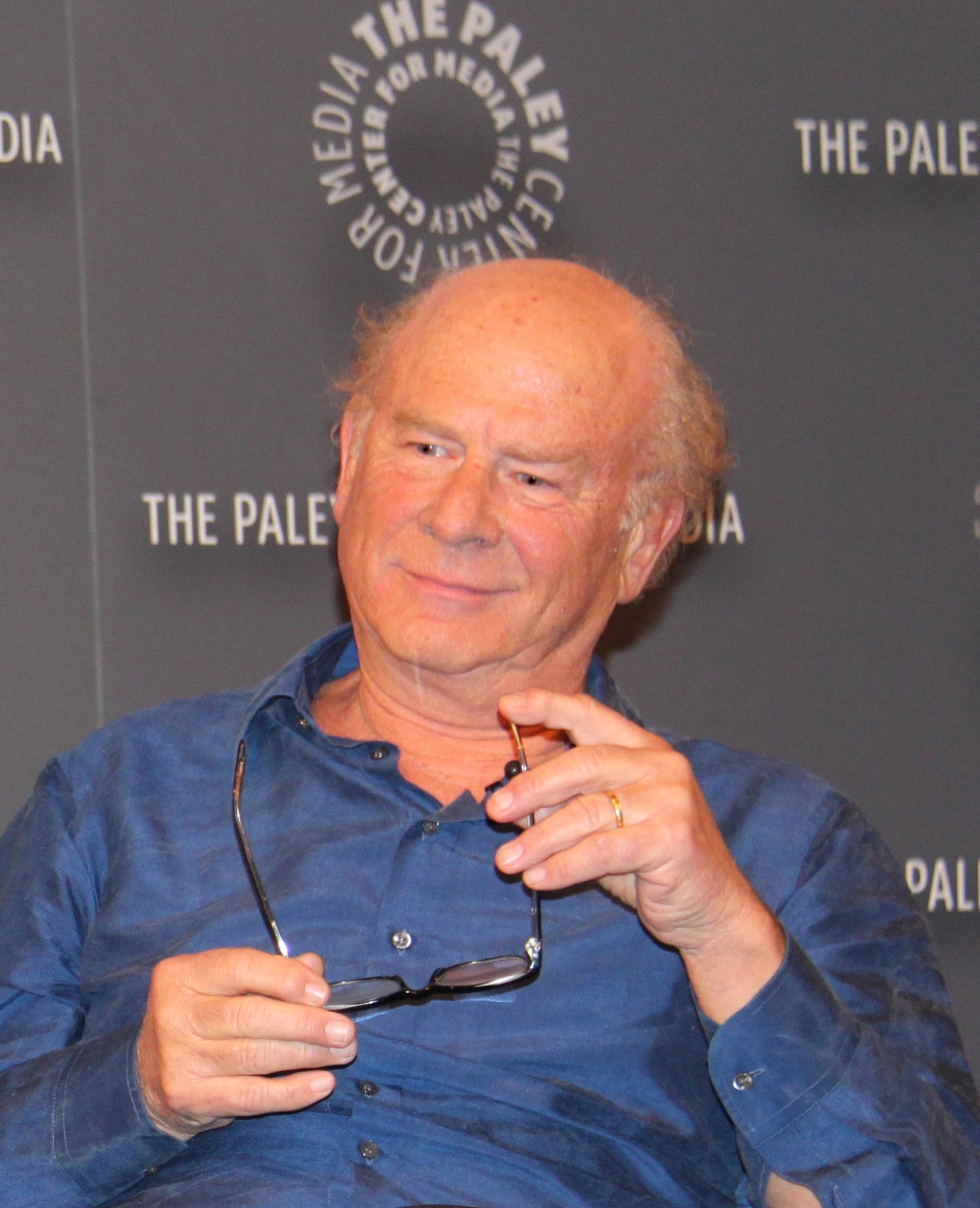
Арт Гарфанкел в Нью-Йорке, 2013

В 2009 году Гарфанкел появился в качестве самого себя в ситкоме канала HBO «Flight of the Conchords» в эпизоде «Премьер-министр». Он продолжил гастролировать с четырьмя музыкантами и своим сыном.
17 июня 2010 года Simon & Garfunkel отменили тур на неопределенный срок, пока Гарфанкел пытался оправиться от пареза голосовых связок.
В ноябре 2010 года Гарфанкел заявил, что отказался от курения, идет на поправку после пареза и будет гастролировать в 2011 году.
28 и 29 сентября 2012 года Гарфанкел должен был выступить в Гётеборге и Мальмё, но концерт был отменен в последнюю минуту из-за «непредвиденной вокальной проблемы». Говоря о своем голосе в феврале 2013 года, Гарфанкел сказал: «Мне становится лучше», и что он снова начал выступать на небольших шоу. В 2014 году он возобновил гастроли, а Таб Лавен аккомпанировал ему на акустической гитаре, его голос восстановился.
30 сентября 2015 года, в эпизоде вечернего шоу Джимми Фэллона, Гарфанкел принял участие в пародии «Black Simon & Garfunkel» с группой The Roots.
Песня Саймона и Гарфанкела «America» была использована Берни Сандерсом во время его президентской кампании 2016 года.
26 сентября 2017 года издательство «Knopf Doubleday» опубликовало в твердом переплете мемуары Гарфанкела «What Is It All But Luminous: Notes From an Underground Man». Penguin Random House опубликовал его в мягкой обложке и аудиокниге.

### Поэзия
Гарфанкел является большим книголюбом и библиофилом, он признался, что его семья не увлекалась литературой и что только поступив в Колумбийский университет в 1959 году, он начал много читать. После этого он начал интересоваться поэзией.
Поэтическая карьера Гарфанкела началась в 1981 году во время гастролей Simon & Garfunkel 1981—1982 годов в Швейцарии. Он ехал на мотоцикле и начал писать стихотворение, описывающее сельскую местность. В 1989 году был выпущен сборник прозаической поэзии Гарфанкела «Still Water». Он писал стихи на разные темы, среди них были его депрессия из-за потери отца, смерть его девушки, Лори Берд, совершившей самоубийство, его дружба с Полом Саймоном и радость от того, что он вернулся к пению.
Сайт Гарфанкела содержит ежегодный список всех книг, которые он читал с 1968 года. В настоящее время список содержит более 1000 книг. Он также прочитал весь словарь Random House.

### Кино

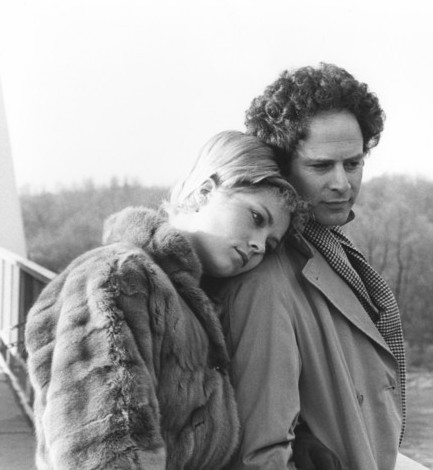
Вместе с Терезой Расселл «Нетерпение чувств», 1980

Гарфанкел начал актёрскую карьеру в начале 70-х годов, снявшись в двух фильмах Майка Николса: «Уловка-22», в котором он сыграл второстепенную роль 19-летнего лейтенанта Нэйтли, и «Познание плоти», где он сыграл идеалистического персонажа Сэнди. Его роль Сэнди обеспечила ему номинацию на Золотой глобус за Лучшую мужскую роль второго плана в 1972 году.
Позже он появился в фильме Николаса Роэга «Нетерпение чувств» в роли Алекса Линдена, американского психиатра, который служит главным антагонистом фильма. Фильм получил высшую награду кинофестиваля в Торонто, «Приз зрительских симпатий» и премию Лондонского кружка кинокритиков за лучшую режиссуру.
Он появился в фильме «Good to Go» в роли журналиста из Вашингтона, который изо всех сил пытается очистить свое имя после того, как его обвинили в изнасиловании и убийстве. Затем в 1993 году Гарфанкел снялся в медицинской криминальной драме «Елена в ящике» в роли доктора Лоуренса Августина.
В 2009 году Гарфанкел снялся в фильме — «Нянька по вызову» режиссёра Барта Фрейндлиха. Он сыграл Гарри Финклштейна, отца главного героя фильма.

## Личная жизнь
1 октября 1972 года Гарфанкел женился на Линде Мари Гроссман (р. 1944), архитекторе. Они развелись в 1975 году. Он утверждал, что этот брак был бурным и закончился печально. С тех пор Гарфанкел с ней не разговаривал.
Он был в отношениях с актрисой и фотографом, Лори Берд, с марта 1974 года вплоть до её самоубийства в 1979 году. В интервью 1986 года Гарфанкел признался: «Я постоянно спрашивал себя, почему я не женился на ней, ведь я её очень любил. В ней сочетались все те качества, которые я искал в женщине. Но мой первый брак был очень болезненным, поэтому, когда речь зашла о браке с Лори, я был очень напуган. Мое сердце было разбито. Это повергло меня в уныние. Когда солнце садилось, мне становилось очень грустно. Ночи были очень одинокими для меня.»
В середине 1980-х годов у Гарфанкела были короткие отношения с актрисой Пенни Маршалл, и он считает, что она помогла ему справиться с депрессией. Их дружба оставалась крепкой даже после того, как их романтические отношения закончились. Позже он скажет о Маршалл: «Все изменилось. Пенни-милое создание, которое может привести в чувство кого угодно. У нас было много смеха, отличный секс и куча вечеринок.»
В конце 1985 года Гарфанкел познакомился с бывшей моделью Кэтрин (Ким) Чермак (р. 1958; чешское написание Čermák) во время съемок фильма «Good To Go». Они поженились 18 сентября 1988 года, в браке родились двое детей, Джеймс (род. 15 декабря 1990 года), и Бо Дэниел, (род. 5 октября 2005 года), с помощью суррогатной матери.
Его самой любимой поп-песней является «Here, There and Everywhere» группы The Beatles, а его любимый альбом — «Rumours» группы Fleetwood Mac. Когда его спросили о его музыкальных предпочтениях, он ответил: «У меня очень четкое представление о том, что мне нравится, и насколько именно мне это нравится. Дайте мне два раза послушать песню, и я скажу как она мне… я хорошо знаю свой музыкальный вкус. Я хорошо знаю свои уши и я знаю, на что реагирую.»
Гарфанкел был дважды арестован за хранение марихуаны: один раз в начале 2004 года и ещё раз в августе 2005 года.

## Номинации
- 1972 год — Премия «Золотой глобус» за лучшую мужскую роль второго плана — фильм Познание плоти.

## Премии
- 1969 премия Грэмми, в номинации лучшая запись года за песню «Mrs. Robinson».
- 1969 премия Грэмми, в номинации лучшее вокальное поп-исполнение дуэтом или группой, за песню «Mrs. Robinson».
- 1970 премия Грэмми, в номинации лучший альбом года, за альбом Bridge over Troubled Water.
- 1970 премия Грэмми, в номинации лучшая запись года за альбом Bridge over Troubled Water.
- 1970 премия Грэмми, в номинации лучшая аранжировка, инструментал за альбом Bridge over Troubled Water.
- 1977 премия Грэмми, в номинации лучший международный поп альбом и сингл за альбом Bridge over Troubled Water.
- 1998 премия Грэмми, в номинации лучший альбом для детей за альбом Songs from a Parent to a Child.

## Дискография
- Angel Clare (1973)
- Breakaway (1975)
- Watermark (1977)
- Fate for Breakfast (1979)
- Scissors Cut (1981)
- The Animals' Christmas (with Amy Grant) (1985)
- Lefty (1988)
- Songs from a Parent to a Child (1997)
- Everything Waits to Be Noticed (with Maia Sharp and Buddy Mondlock) (2002)
- Some Enchanted Evening (2007)